# Golpe de Estado en Tailandia de 2014
El golpe de Estado en Tailandia de 2014 tuvo lugar el 22 de mayo de 2014, cuando las Reales Fuerzas Armadas de Tailandia —lideradas por el general Prayuth Chan-ocha, comandante del Real Ejército Tailandés— pusieron en marcha la rebelión contra el gobierno interino del primer ministro Niwatthamrong Boonsongpaisan, después de seis meses de revueltas y crisis política.
El Ejército estableció una junta militar llamada Consejo Nacional para la Paz y el Orden, encargada de dirigir el rumbo del país.

## Antecedentes
Las protestas contra el gobierno habían estado en curso en Tailandia desde comienzos de noviembre de 2013. Después de tres años de relativa estabilidad, la primera ministra Yingluck Shinawatra propuso una ley de amnistía para facilitar el regreso del auto-exiliado ex primer ministro Thaksin Shinawatra, hermano de Yingluck. Esto suscitó la oposición tanto del Partido Demócrata y el oficialista movimiento Camisa Roja, y se levantaron manifestaciones populares de protesta en Bangkok.
El proyecto de ley fue aprobado por la Cámara de Representantes dominada por el Partido tailandés Pheu el 1 de noviembre, pero fue rechazado por el Senado el 11 de noviembre. Sin embargo las protestas continuaron, lideradas principalmente por el exparlamentario demócrata Suthep Thaugsuban, y se volvió gradualmente hacia una agenda antigubernamental.
El 2 de febrero de 2014 se celebraron elecciones, pero dos días después el opositor Partido Democrático presentó un recurso ante los tribunales para que anularan los comicios por «violar la Constitución» y para que disolvieran el partido gobernante, Pheu Thai. Si la iniciativa judicial prosperara se produciría lo que los tailandeses denominan un «golpe legal» contra los seguidores del antiguo primer ministro exiliado Taksin, cuya hermana es la primera ministra del país.

## Cronología de los hechos

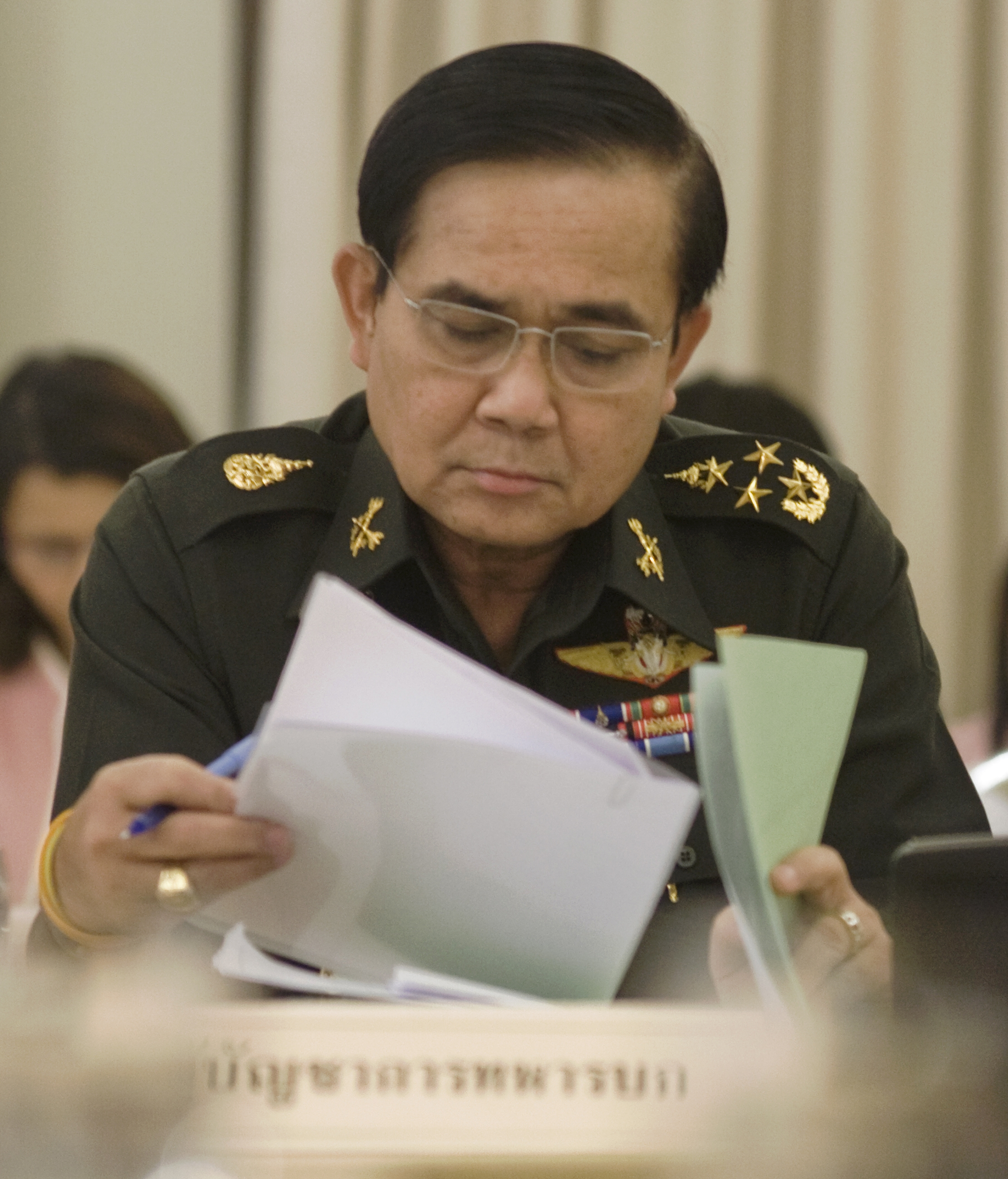
General Prayuth Chan-ocha, líder golpista.

### Pregolpe

#### Imposición de laley marcial
La TPM intervino el 20 de mayo de 2014, cuando el comandante general  impuso la ley marcial en todo el país a partir de las 12:00 horas (hora local). Se dijo por televisión que la imposición de la ley marcial se debió a la violencia continua desde varios lados y fue con el propósito de permitir que el ejército pueda mantener la paz de una manera más eficaz.

### Golpe

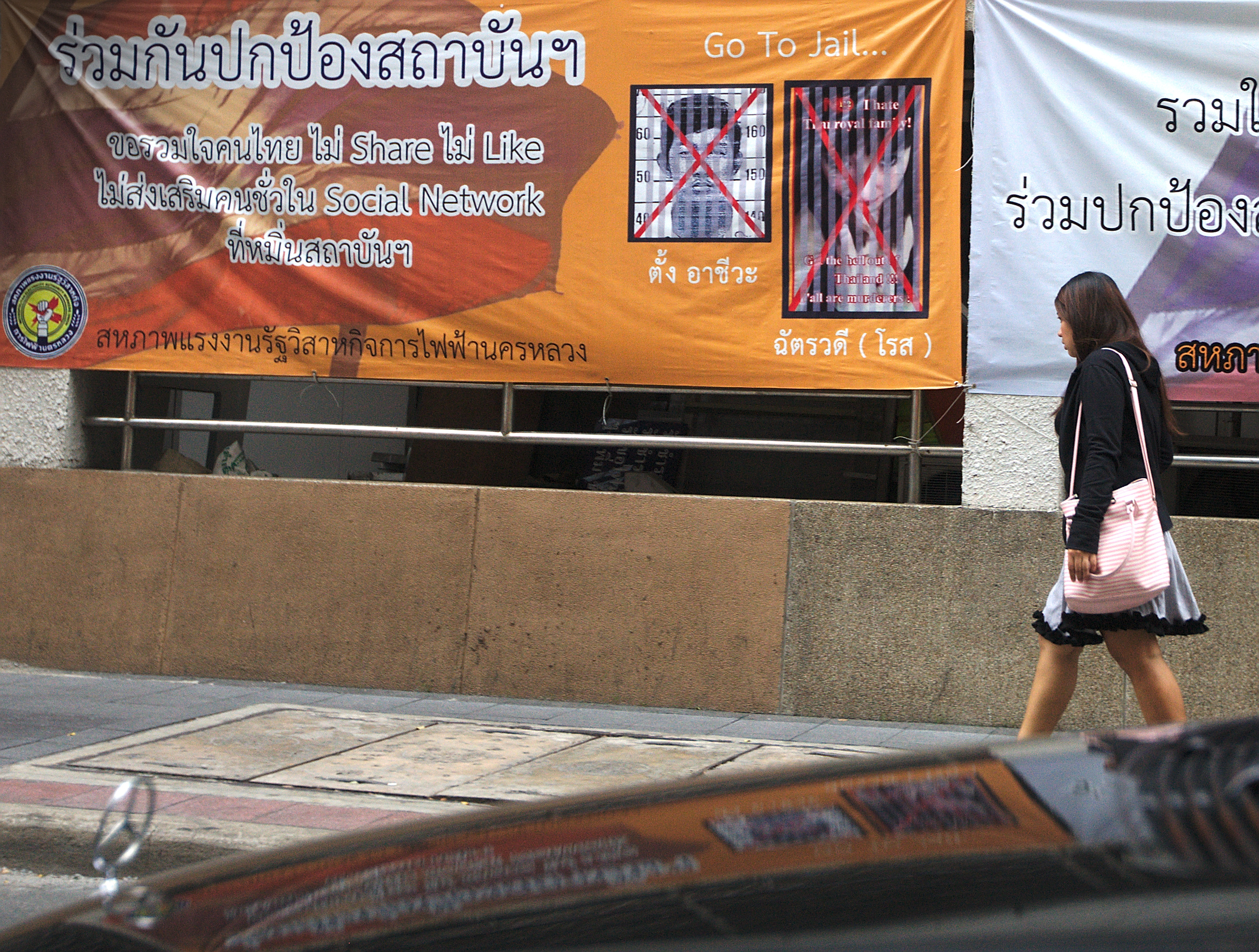
Pancarta en Bangkok, observada el 30 de junio de 2014, informando al público que actividades como "me gusta" o "compartir" en las redes sociales podría llevarte a la cárcel.

El golpe de Estado fue ordenado minutos después de que fracasara una reunión promovida por los generales para forzar un acuerdo entre las facciones políticas que se han enfrentado en los últimos seis meses. El ejército tomó el control del país y suspendió todos los derechos constitucionales. Prayuth Chan-Ocha, se  dirigió a los tailandeses en un mensaje televisado para asegurar que el golpe sería el camino más rápido para restablecer la estabilidad perdida en el país, tras 7 meses de crisis política y 28 muertos. Se detuvieron a manifestantes oficialistas y opositores.
La oposición, por su parte, afirmaba hasta la declaración del golpe de Estado que se encontraba en el último tramo de su ofensiva para derrocar al gobierno interino, instalado tras la destitución de la primera ministra Yingluck Shinawatra, quien había sido acusada de ser títere de su hermano Thaksin, a su vez derrocado por el golpe de Estado en Tailandia de 2006 y que se encuentra en el exilio.
Como medidas, el ejército impuso el toque de queda, la suspensión de emisiones de televisión y radio, la Constitución fue suspendida también (salvaguardo la monarquía) y se reiteró la ley marcial del 20 de mayo.
«Protegeremos a la monarquía», dijo el general golpista Prayuth, garantizando su lealtad a la corona tailandesa.
Los golpes palaciegos y militares han marcado la evolución política del último siglo en Tailandia y con el de 2014 ya suman 12 las asonadas militares que han prosperado hasta la fecha en un país que ha vivido hasta 19 pronunciamientos desde 1932; el rey Bhumibol ha sobrevivido a 10 de ellos.

### Elecciones
Prayut dijo que era necesario un lapso de un año y tres meses para llevar a cabo elecciones y poder aplicar reformas políticas.
Estados Unidos rechazó de plano el 30 de mayo el proyecto de la junta tailandesa. La portavoz del Departamento de Estado, Jennifer Psaki, estimó que el calendario de 15 meses era demasiado largo.
Tras la aprobación de una nueva Constitución en 2016, se dio inicio a una transición democrática que desembocó en la celebración de elecciones generales en marzo de 2019, que confirmaron a Prayuth Chan-ocha como primer ministro de iure.

## Reacciones internacionales

### Organizaciones supranacionales
- Naciones Unidas —
  - Ban Ki-moon, secretario general de las Naciones Unidas, emitió un comunicado a través de su portavoz, expresando su preocupación por el golpe de Estado y pidiendo «un pronto retorno al orden constitucional, civil y democrático» y la cooperación entre las partes.[5]
  - Navanethem Pillay, Alta Comisionada de las Naciones Unidas para los Derechos Humanos, condenó el golpe de Estado. Dijo que su oficina ha seguido la situación tailandesa de los últimos cinco meses que está «profundamente preocupada por la sustitución forzosa de un gobierno elegido, la imposición de la ley marcial, la suspensión de la Constitución y las medidas de emergencia que están restringiendo el disfrute de los Derechos Humanos». Asimismo, instó a la pronta recuperación del Estado de derecho.[6]
- Unión Europea — El Servicio Europeo de Acción Exterior llamó a los militares a aceptar y respetar la autoridad constitucional del poder civil y destacó «la importancia de la celebración de elecciones creíbles e incluyentes en cuanto sea posible».[7]

### Estados soberanos
- Argentina - La cancillería argentina indicó que «sigue con preocupación los acontecimientos» en Tailandia e hizo «un llamamiento al pleno restablecimiento del orden constitucional y la celebración de elecciones democráticas», al tiempo que exhortó a «garantizar el respeto irrestricto de los derechos humanos».[8]
- Chile - El Gobierno de Chile condenó el golpe y pidió a través de un comunicado «la exclusión de cualquier forma de violencia o represión y al pleno respeto de los derechos y libertades ciudadanas».[9]
- Colombia - El Ministerio de Relaciones Exteriores de Colombia reiteró su preocupación sobre la situación en Tailandia y deploró el quebrantamiento de su orden institucional por parte de las fuerzas públicas de esa nación. Colombia llamó a que haya diálogo entre la «nación amiga» del Reino de Tailandia y sus fuerzas públicas democráticas para restablecer el orden. Este país suramericano terminó su comunicado abogando por «el respeto y observancia de los derechos humanos y las garantías constitucionales a todos los ciudadanos tailandeses».[10]
- Estados Unidos — John Kerry, secretario de Estado, condenó enérgicamente el golpe de Estado y dijo que «tendría consecuencias graves negativas en la relación entre Estados Unidos y Tailandia, sobre todo en la relación con los militares tailandeses».[11]
- España — El Gobierno de España, mediante nota de prensa del Ministerio de Asuntos Exteriores y de Cooperación, condenó el golpe de Estado e instó «al restablecimiento de la legalidad constitucional». El Gobierno «considera prioritario el retorno urgente a la democracia y al necesario diálogo entre todas las fuerzas políticas». Por último, el ejecutivo «insta a las partes a la contención y al respeto pleno de los derechos y libertades constitucionales, especialmente la libertad de expresión y de prensa, así como a no hacer uso, en ningún caso, de la violencia».[12]
- Francia — François Hollande, presidente de la República, condenó el golpe y pidió «la vuelta inmediata al orden constitucional».[13]
- Venezuela condenó la "ruptura del orden constitucional" en Tailandia[14]